# Receptor dels limfòcits T
Els receptors de limfòcits T (TCR), igual que les immunoglobulines (Ig) o els anticossos, són receptors específics als antígens essencials per la resposta immunitària. Estan presents a la superfície externa dels limfòcits T (cèl·lules T), però difereixen de les immunoglobulines en diversos punts:
1. Les immunoglobulines són tetràmers formats per quatre cadenes polipeptídiques (dues cadenes lleugeres i dues cadenes pesants) i posseeixen dos llocs de reconeixement d'antígens. Els receptors de limfòcits T són dímers i només posseeixen un sol lloc de reconeixement d'antígens.
2. Les immunoglobulines poden estar ancorades a la superfície dels limfòcits B (cèl·lules B) o secretades en els líquids corporals, principalment al plasma sanguini. Els receptors de limfòcits T només existeixen en forma de proteïnes ancorades a la superfície externa del limfòcits T.
3. Les immunoglobulines reconeixen antígens que hagin estat processats prèviament en pèptids, els quals han d'estar units a molècules de complex d'histocompatibilitat principal (MHC), a la superfície de les cèl·lula presentadora d'antigen (APC) (macròfags, monòcits, limfòcits B i cèl·lules dendrítiques).

Aquest fenomen és anomenat de restricció-MHC. L'educació dels limfòcits T, fent-les aptes pel reconeixement de molècules MHC del propi cos (MHC propi) té lloc al tim.
El receptor TCR convencional, o TCR alfa/beta, és expressat per la majoria dels limfòcits T i consisteix en dues cadenes polipeptídiques glicosilades (alfa i beta) mantenides unides per enllaços dissulfat. El TCR alfa/beta és al seu torn associat físicament (però no per un enllaç covalent) a una proteïna anomenada CD3, formant el complex funcional TCR-CD3 a la superfície dels limfòcits T.
El TCR alfa/beta ha de discriminar els diferents pèptids no propis presentats per les molècules d'MHC a la superfície de les APCs. El TCR alfa/beta participa en la interacció pèptid-MHC i el CD3 en la transducció de senyals a l'interior dels limfòcits T.
Els limfòcits T alfa/beta representen el 90-99% dels limfòcits T perifèrics madur en els humans, i inclouen dues poblacions de limfòcits: els T CD4+ (T col·laboradors o helpers) i els T CD8+ (supressors/citotòxics).
Aquests limfòcits T alfa/beta estan implicats en el reconeixement d'antígens exògens com ara peptidis de microorganismes units a MHC de classe II, i són, en gran part, T CD4+ col·laboradors. Els limfòcits T alfa/beta CD8+ (aproximadament un 30% dels limfòcits T alfa/beta) reconeixen peptidis generats per processos endògens i units a molècules d'MHC de classe I. Són els anomenats limfòcits T citotòxics, i s'encarreguen de destruir les cèl·lules infectades i cèl·lules canceroses.
La CD4 i la CD8 són molècules que interaccionen amb la regió no polimòrfica d'MHC de classe II i de classe I, respectivament. Els limfòcits T gamma/delta representen 1-10% dels limfòcits T perifèrics madurs humans, i expressen la proteïna CD3, però no la CD4 ni la CD8.
Un segon tipus de TCR, anomenat TCR gamma/delta, es compon de les respectives cadenes polipeptídiques gamma i delta, també associades a la CD3, totes a la superfície externa de limfòcits T. Els limfòcits T gamma/delta CD4 i CD8 reconeixen antígens de manera independent d'MHC de classe I o de classe II. Aquestes cèl·lules estan implicades en el reconeixement de proteïnes induïdes per estrès per xoc tèrmic (típics de bacteris o de cèl·lules autòlogues) així com antígens de micobacteris.
La funció dels limfòcits T gamma/delta és eliminar les cèl·lules del cos que es troben sota estrès, com ara les cèl·lules infectades o les que estan en procés de transformació tumoral.